# Thalictrum uncinulatum
Thalictrum uncinulatum là một loài thực vật có hoa trong họ Mao lương. Loài này được Franch. ex Lecoy. miêu tả khoa học đầu tiên năm 1885.